# Училище имени Н. Ф. Затворницкого
Училище имени Н. Ф. Затворницкого — памятник архитектуры местного значения в Батурине. Сейчас здесь размещается часть школы.

## История
Приказом Министерства культуры и туризма от 21.10.2011 № 912/0/16-11 присвоен статус памятник архитектуры местного значения с охранным № 5541-Чр под названием Училище имени Н. Ф. Затворницкого. Установлена информационная доска.
Один из 35 объектов комплекса Национального историко-культурного заповедника «Гетманская столица».

## Описание
В период 1904-1907 годы дом был построен на средства (по завещанию) Николая Фёдоровича Затворницкого и жителей Батурина для Батуринского земского училища. Рядом с зданием училища было построено деревянное здание для однолетнего сельскохозяйственного класса при Батуринском земском училище, где учили основам земледелия и агрономии, также два подготовительных класса для неграмотных детей, помещения для проживания учителя-агронома и директора. В 1908 году в двухклассном земском училище с 5-летним обучением насчитывалось 380 учеников.
Каменный, одноэтажный, прямоугольный в плане дом, с четырёхскатной крышей. Дом размерами 30х15,7 м, высота внутреннего помещения 4,1 м. По центру за красную линию фасада выступает ризалит, увенчанный аттиком. Фасад расчленяют рустические пилястры, окна украшены наличниками. В декоре фасадов использована орнаментальная кирпичная кладка.
В течение всего времени здание использовалось по прямому назначению. Сейчас здесь размешается часть школы.